# Nimitz-klass
Nimitz-klass är en fartygsklass bestående av 10 atomdrivna hangarfartyg i USA:s flotta som är numrerade med konsekutiva skrovnummer mellan CVN-68 och CVN-77.
Typfartyget i klassen är döpt efter amiralen Chester W. Nimitz. Med en totallängd på 333 meter och ett fullastat deplacement på över 100 000 ton, är dessa de största örlogsfartygen i världen.
Istället för gasturbiner eller diesel-elektriskt maskineri för framdrivning som för många moderna örlogsfartyg, använder hangarfartygen två A4W tryckvattenreaktorer som driver fyra ångturbiner och kan producera en maxhastighet på över 30 knop (56 km/h) och en maximaleffekt på cirka 260 000 shp (190 MW). Som en följd av användningen av kärnkraft kan fartygen operera i över 20 år utan tankning och har en förutspådd livslängd på över 50 år.
Nimitz-klassen är en av två fartygsklasser som är i aktiv tjänst i den amerikanska flottan, den andra är den efterföljande Gerald R. Ford-klass.

## Bakgrund
Alla tio hangarfartyg i Nimitz-klassen tillverkades vid Newport News Shipbuilding i Newport News, Virginia. Typfartyget i klassen, USS Nimitz, togs i tjänst den 3 maj 1975. Nimitz-klassen är en vidareutveckling av grunddesignen som användes för Forrestal- och Kitty Hawk-klasserna. Nimitz-klassen är även den första serietillverkade hangarfartygsklassen med kärnkraftsdrift och skiljer sig tekniskt mot den enda dessförinnan tillverkade hangarfartyget med kärnkraftsdrift, USS Enterprise (CVN-65), som hade fler och mindre tryckvattenreaktorer. Kärnbränslet ombord räcker för över 20 års oavbruten drift innan utbyte krävs. 
Det vinklade flygdäcket på fartygen använder ångkatapulter (CATOBAR) för katapultstart och stålvajrar för landning. Det vinklade flygdäcket skapar mer yta för flygverksamheten uppe på flygdäck, jämfört med rakt placerade landningsvajrar som fanns på hangarfartygen under andra världskriget. Användningen av ett CATOBAR-system möjliggör ett bredare spektrum av flygplan än med STOVL-systemet som används på mindre hangarfartyg (exempelvis Queen Elizabeth-klass i Storbritanniens flotta) liksom på amfibiefartyg i USA:s flotta av Tarawa- och Wasp-klass. 
Flygplan anpassade för användning på hangarfartyg med CATOBAR kräver grövre landställ och betydande skydd mot korrosion jämfört med vad som är fallet med landbaserade flygplan. Anpassning till hangarfartygens systemkrav ger därför sämre kapacitet och kortare räckvidd jämfört med landbaserat flyg. Den stora fördelen är dock att hangarfartyget inte behöver något värdlands godtyckliga tillstånd för att befinna sig på internationellt vatten (vilket är fallet vid användning av flygbaser/flygplatser på annan stats territorium) och den begränsade räckvidden kan kompenseras med lufttankningsflyg från USA:s flygvapen.
En flygflottilj (engelska: Carrier Air Wing) ombord på fartygen består vanligtvis av upp till 90 flygplan och helikoptrar. C-2 Greyhound, även kallat för "COD" (förkortning för Carrier Onboard Delivery) är en transportflygplan som används för att transportera personal, last och besökare till och från fartyget. E-2 Hawkeye är det fartygsbaserade radarspaningsplanet. Under Nimitz-klassens långa tjänstgöringstid har flera olika typer av stridsflygplan, såväl jakt- och attackflygplan, använts och som har tagits ur drift: A-4 Skyhawk, A-6 Intruder, A-7 Corsair II, F-4 Phantom II, F-14 Tomcat, F/A-18 Hornet och S-3 Viking. Stridsflygplanen på 2020-talet består mestadels av F/A-18E/F Super Hornet, EA-18G Growler (modifierad för elektronisk krigföring) samt F-35 C Lightning II. 
Förutom sina flygplan har även fartygen kortdistansvapen för luftvärnsbekämpning och robotförsvar. Det mer långräckviddiga skyddet erhålls från eskorterande kryssare i Ticonderoga-klass och jagare i Arleigh Burke-klass.
Sedan 1970-talet har Nimitz-klassens hangarfartyg deltagit i många övningar, väpnade konflikter och operationer världen över, däribland Operation Eagle Claw i Iran, Gulfkriget 1991, och mer nyligen i Irakkriget samt Afghanistankriget. 
Det tionde och sista i klassen, USS George H.W. Bush, togs i tjänst den 10 januari 2009.

## Fartyg i klassen

### USS Nimitz (CVN-68)

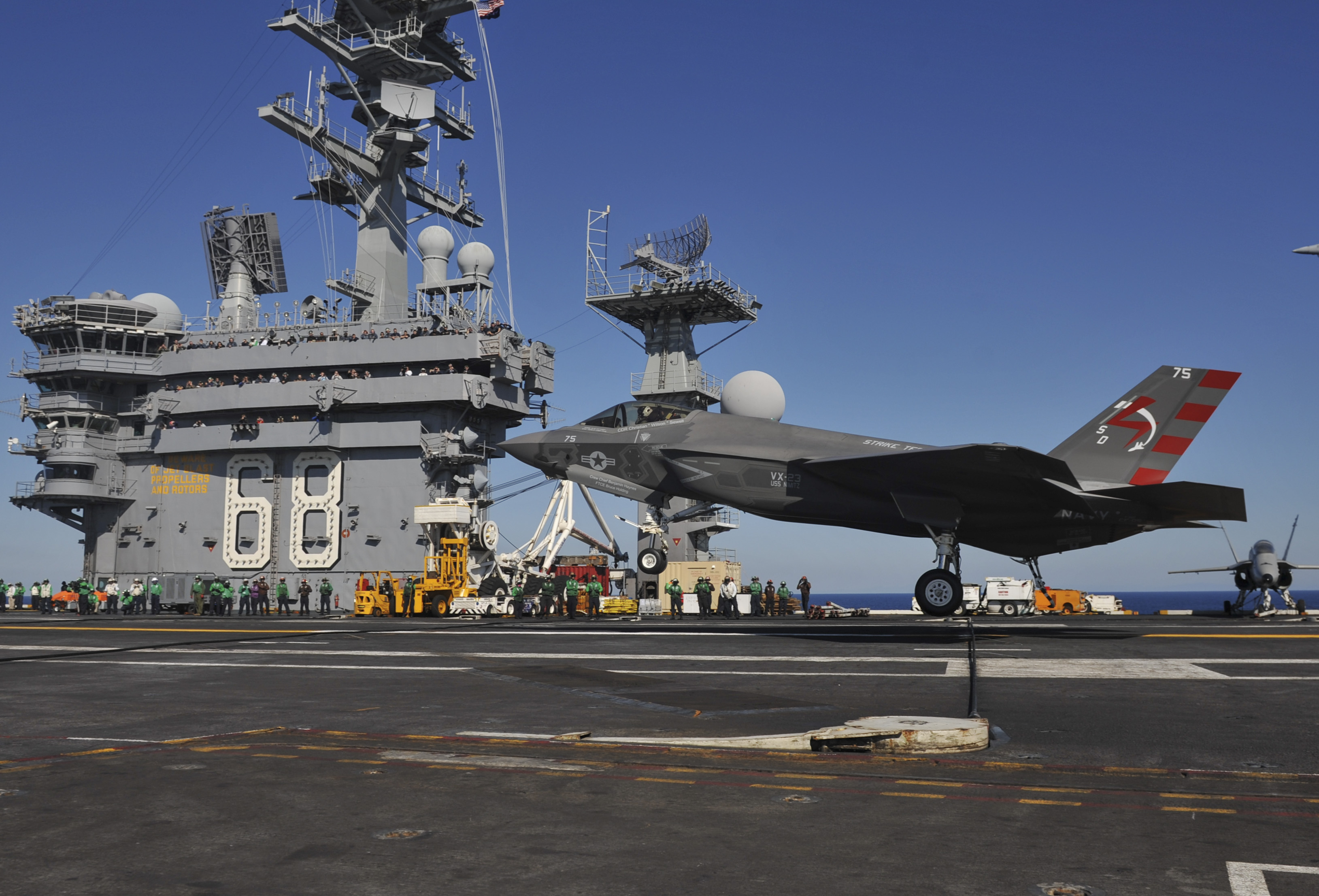
Den allra första hangarfartygslandningen med en F-35C Lightning II, ombord på USS Nimitz i Stilla havet 3 november 2014.

- Varv: Newport News Shipbuilding Company i Newport News, Virginia
- Kölsträckt:  22 juni 1968
- Sjösatt: 13 maj 1972
- Aktivt: 3 maj 1975
- Status: I aktiv tjänst baserad på Naval Base Kitsap, Bremerton, Washington
- Uppgraderingar:  Service Life Extension Program
- Operationer:  Operation Evening Light, Gulf of Sidra, Operation Desert Storm, Operation Southern Watch, Operation Iraqi Freedom
- Segrar:  2 libyska flygplan 1981

### USS Dwight D. Eisenhower (CVN-69)
- Varv: Newport News Shipbuilding Company i Newport News
- Kölsträckt: 15 augusti 1970
- Sjösatt: 11 oktober 1975
- I tjänst: 18 oktober 1977
- Status: I aktiv tjänst, baserad vid Naval Station Norfolk i Norfolk, Virginia
- Uppgraderingar: Service Life Extension Program
- Operationer: Operation Eagle Claw, Operation Desert Shield, Operation Desert Storm, Operation Uphold Democracy, Operation Southern Watch, Operation Deny Flight

### USS Carl Vinson (CVN-70)
- Varv: Newport News Shipbuilding Company i Newport News
- Kölsträckt: 11 oktober 1975
- Sjösatt: 15 mars 1980
- I aktiv tjänst: 13 mars 1982
- Status: I aktiv tjänst, baserad på Naval Air Station North Island, San Diego, Kalifornien

### USS Theodore Roosevelt (CVN-71)

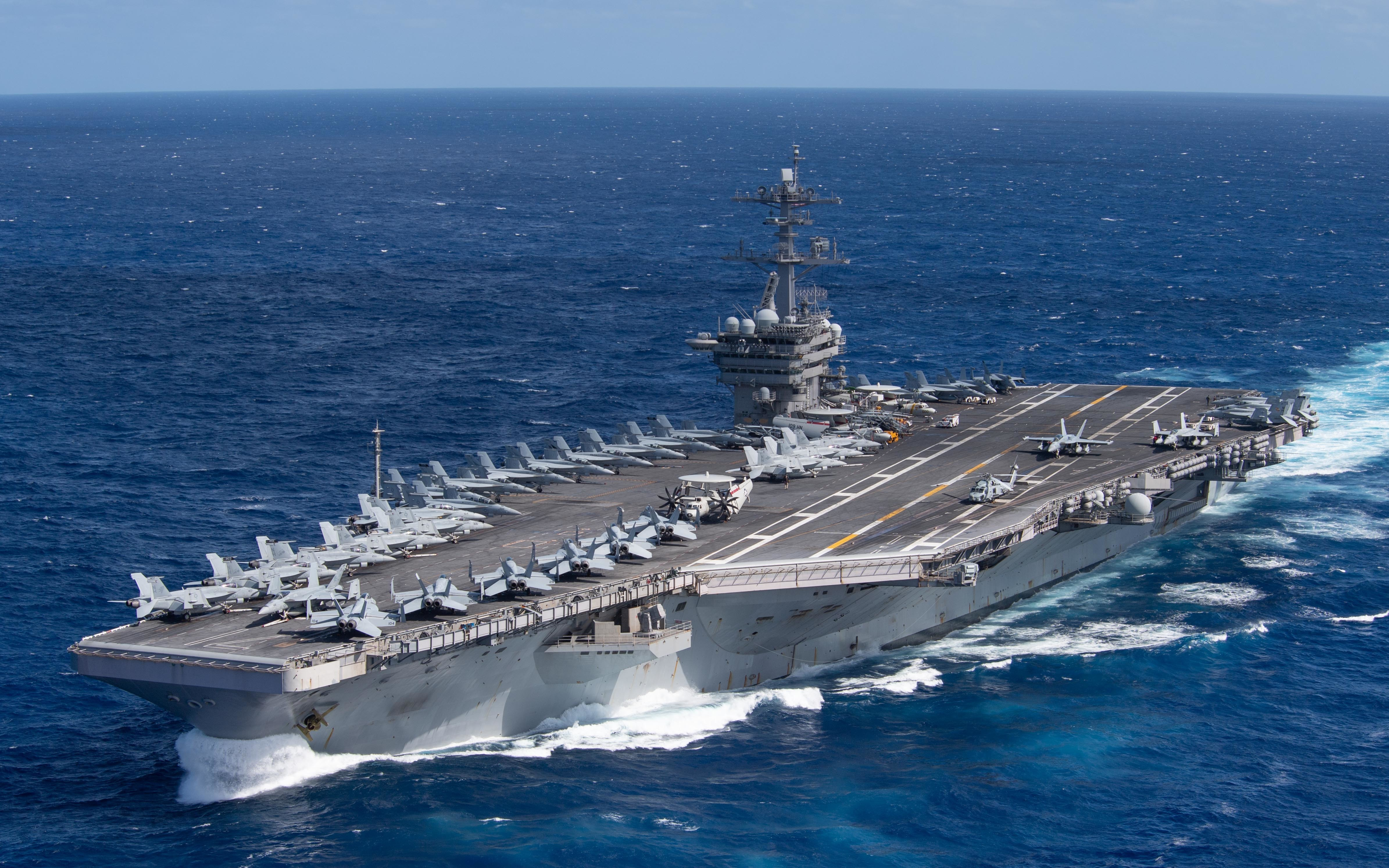
USS Theodore Roosevelt (CVN-71) under färd i Stilla havet, 25 januari 2020.

- Varv: Newport News Shipbuilding Company i Newport News
- Kölsträckt: 31 oktober 1981
- Sjösatt: 27 oktober 1984
- I aktiv tjänst: 25 oktober 1986
- Status: I aktiv tjänst, baserad på  Naval Base Kitsap, Bremerton, Washington

### USS Abraham Lincoln (CVN-72)

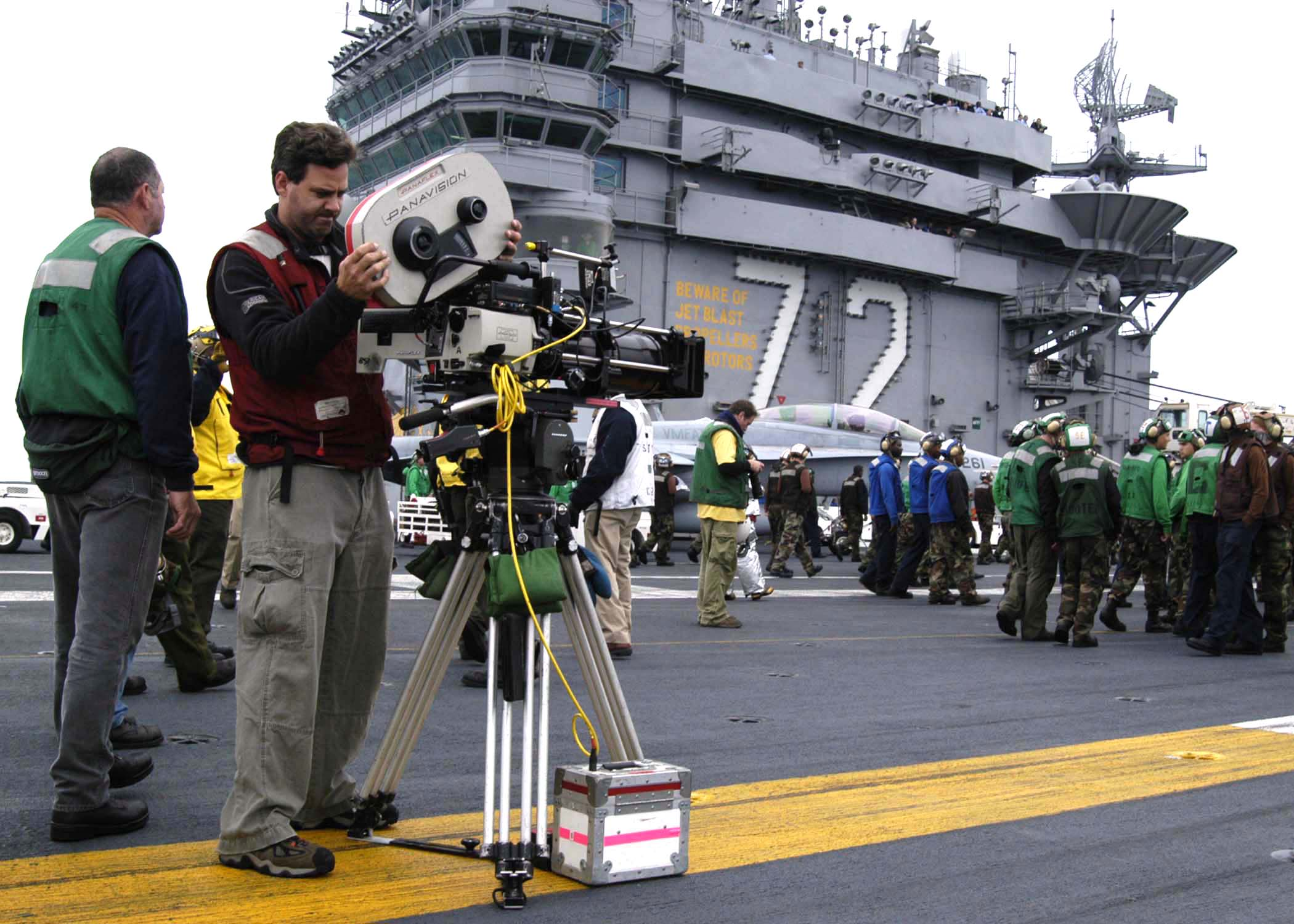
Inspelning av långfilmen Stealth - Det osynliga hotet ombord på USS Abraham Lincoln (CVN-72), 15 juni 2004.

- Varv: Newport News Shipbuilding Company i Newport News
- Kölsträckt: 3 november 1984
- Sjösatt: 13 februari 1988
- I aktiv tjänst: 11 november 1989
- Status: I aktiv tjänst, baserad på Naval Air Station North Island, San Diego, Kalifornien

### USS George Washington (CVN-73)

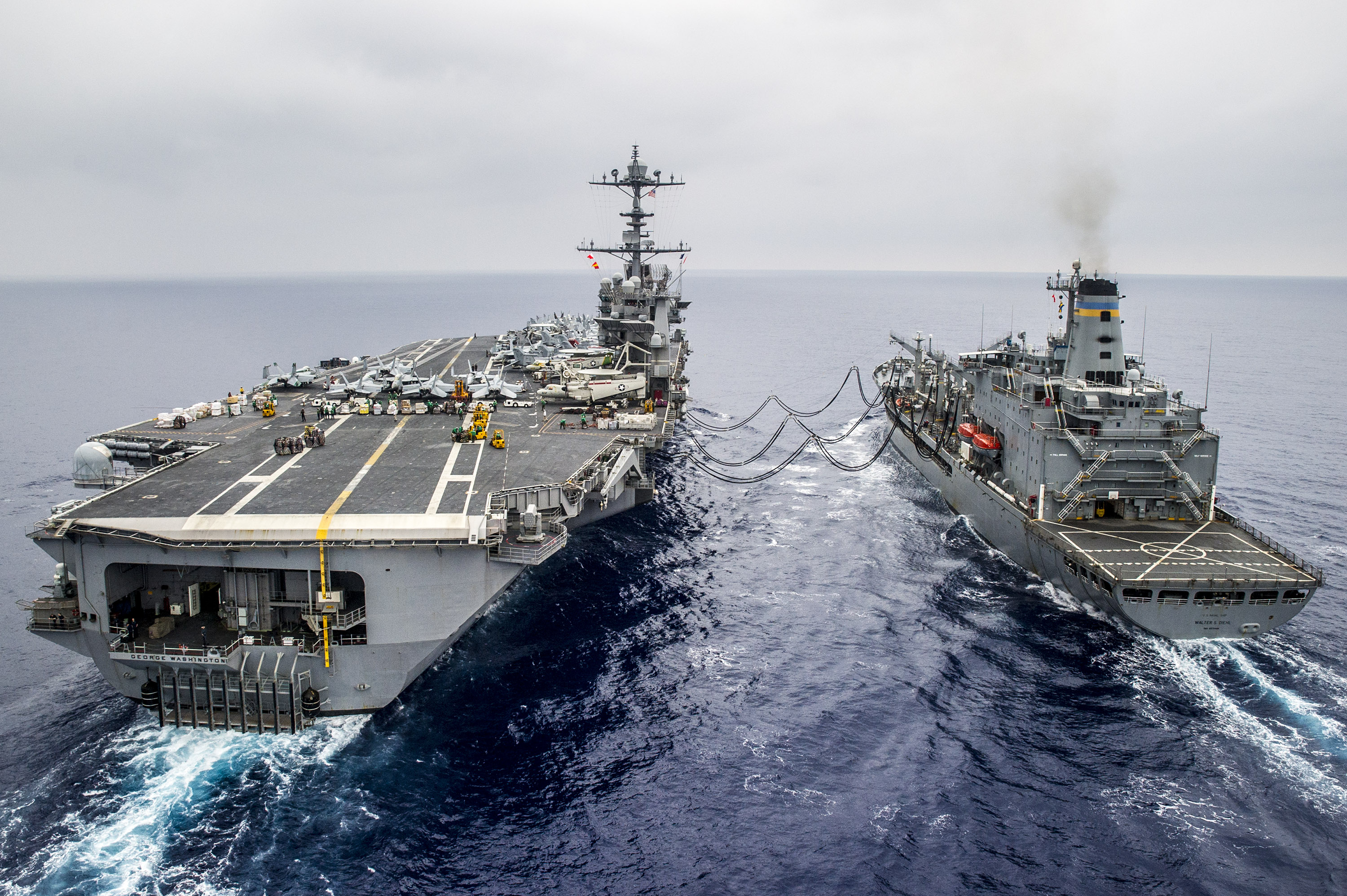
Aktervy när USS George Washington (CVN-73) mottar förnödenheter från trängfartyget USNS Walter S. Diehl under färd (underway replenishment).

- Varv: Newport News Shipbuilding Company i Newport News
- Kölsträckt: 25 augusti 1986
- Sjösatt: 21 juli 1990
- I aktiv tjänst: 4 juli 1992
- Status: Under RCOH på Newport News Shipbuilding Company

### USS John C. Stennis (CVN-74)

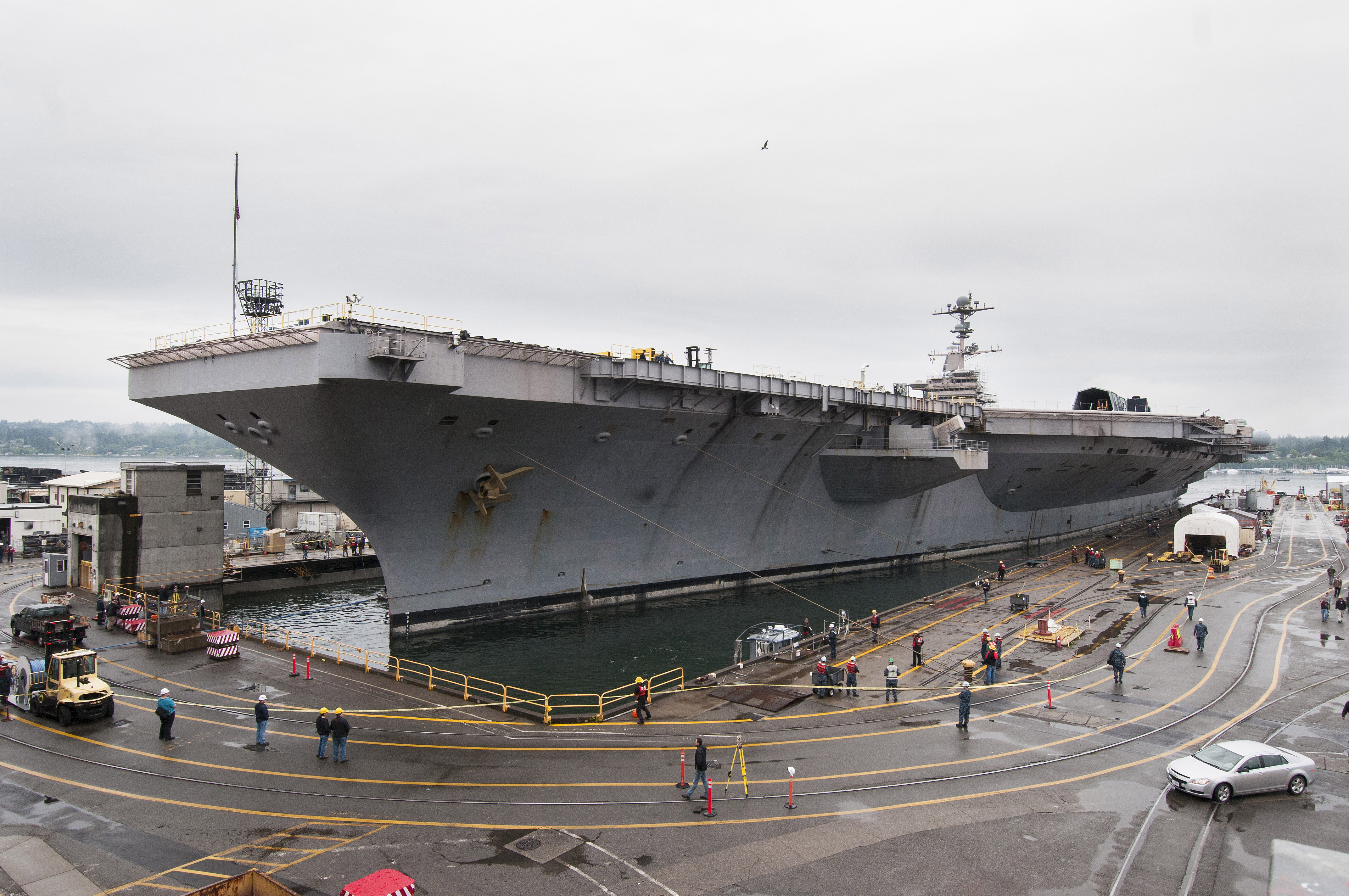
USS John C. Stennis (CVN-74) inne för underhåll på Puget Sound Naval Shipyard.

- Varv: Newport News Shipbuilding Company i Newport News
- Kölsträckt: 13 mars 1991
- Sjösatt: 11 november 1993
- I aktiv tjänst: 9 december 1995
- Status: I aktiv tjänst, baserad på Naval Station Norfolk i Norfolk, Virginia
- Operationer:  Operation Southern Watch, Operation Enduring Freedom, Operation Iraqi Freedom, Operation Noble Eagle

### USS Harry S. Truman (CVN-75)
- Varv: Newport News Shipbuilding Company i Newport News
- Kölsträckt: 29 november 1993
- Sjösatt: 7 september 1996
- I aktiv tjänst: 25 juli 1998
- Status: I aktiv tjänst, baserad på Naval Station Norfolk i Norfolk, Virginia

### USS Ronald Reagan (CVN-76)

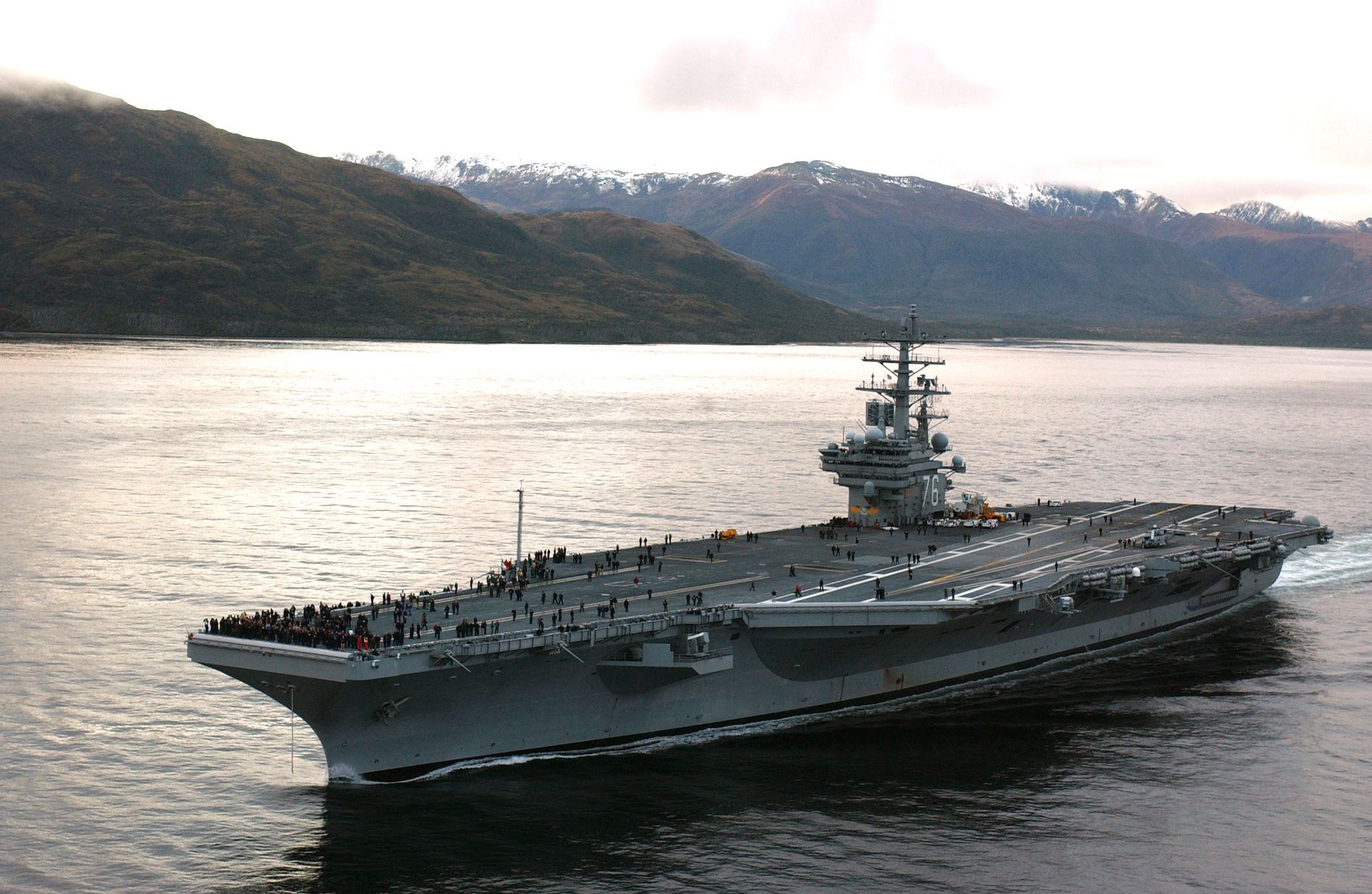
USS Ronald Reagan (CVN-76) i Magellans sund.

- Varv: Newport News Shipbuilding Company i Newport News
- Kölsträckt: 12 februari 1998
- Sjösatt: 4 mars 2001
- I aktiv tjänst: 12 juli 2003
- Status: I aktiv tjänst, baserad på Yokosuka Naval Base, Yokosuka i Japan

### USS George H.W Bush (CVN-77)
- Varv: Newport News Shipbuilding Company i Newport News
- Kölsträckt: 6 september 2003
- Sjösatt: 9 oktober 2006
- I aktiv tjänst: 10 januari 2009
- Status: I aktiv tjänst, baserad på Naval Station Norfolk i Norfolk, Virginia